# Laura Delgado
Laura Delgado Dueñas, (Jerez de la Frontera, 7 de abril de 1990) es una jugadora de rugby española que juega para el equipo Harlequins de la Premiership Women's Rugby y para la selección española.

## Biografía
Nacida el 4 de julio de 1990 en Jerez de la Frontera, España, Laura ”Bimba“ Delgado creció en una familia de deportistas que inmediatamente la impulsaron hacia el deporte. Practicó lanzamiento de peso hasta los 18 años, cuando resultó herida en un accidente de motocicleta.  Fue entonces cuando descubrió el rugby por consejo de una amiga, en el club gaditano. Inmediatamente apasionada, abandonó el atletismo para gran consternación de sus padres y de su entrenador.  Aunque, el club gaditano sólo jugaba rugby 10, por lo que tuvo que desplazarse a Madrid para jugar rugby 15 y sus actuaciones le valieron un lugar inmediato en la primera línea. Recibe su apodo de "Bimba" desde sus primeros partidos. Con cada carga con balón en mano, el público exclamaba !bimba¡, una onomatopeya que podría traducirse como “boom”.
Por lesión, no estuvo disponible para el Mundial de 2014 . Debutó internacionalmente con la selección española al año siguiente, contra Holanda.
En 2016 se incorporó al Stado Tarbes Pyrénées Rugby en Élite 2 y fue nombrada capitana de la selección de España a la que llevó al Mundial de 2017. 
En 2019, se fue a jugar a Inglaterra con Exeter Chiefs. Permaneció allí durante dos temporadas y ganó la Copa FA 2022.
España no logró clasificarse para el Mundial 2021, por lo que intentará jugar en Nueva Zelanda: envía un currículum deportivo al club Hawke's Bay, que accede a darle la bienvenida advirtiéndole que los jugadores de la Copa Farah Palmer no cobran y que ella no tiene garantías de tener un lugar en la plantilla. Se unió al equipo que ganó el Campeonato (la segunda división nacional). Es la primera jugadora europea en participar en una haka en la Copa Farah Palmer. 
Inmediatamente después de la temporada de Nueva Zelanda, se unió al Gloucester-Hartpury RFC. Allí ganó el título nacional, contra su antiguo club, el Exeter Chiefs, en la final. 
En la temporada 2023-2024, sigue jugando en Gloucester-Hartpury pero también viste la camiseta de la franquicia de la Real Federación Española de Rugby, las Iberians de Valencia, durante dos partidos contra las franquicias italianas de Zebre Parma y Benetton Rugby Treviso.  Al regresar al club, no participó en la fase final del campeonato para poder participar en el partido de play-off de la WXV contra Gales en Cardiff.   
Los entrenadores de su club, Sean Lynn y Andrew Ford, vinieron a verla especialmente y al final del partido le entregaron su medalla de campeona de Inglaterra de 2024 y una camiseta del club.
En 2024 fichó por Harlequins.Durante el WXV 2024 anunció su decisión de retirarse internacionalmente al finalizar la competición, o después del Mundial si España clasificaba. 

## Palmarés

### En clubes
- Ganador de la Copa FA en 2022.
- Ganador del Campeonato de la Copa Farah Palmer en 2022.
- Ganador del Campeonato de Inglaterra en 2023 y 2024.

### En la selección española
- Ganador de la Eurocopa en 2016, 2018, 2019, 2020, 2022, 2023 y 2024 .
- Ganador de WXV3 en 2024